# Chingo Bling
Chingo Bling, vlastním jménem Pedro Herrera III (* 5. září 1979), je americký rapper a hudební producent mexického původu. Na počátku své kariéry vydal několik nahrávek u nezávislých vydavatelství; počátkem roku 2006 podepsal smlouvu se společností Asylum Records a v srpnu 2007 vydal album They Can't Deport Us All. Mimo svých vlastních nahrávek se podílel i na nahrávkách ostatních interpretů, jako jsou například Baby Bash, N.O.R.E. a A-Wax.

## Diskografie
- The Tamale Kingpin (2004)
- 4 President (2004)
- El Mero Chingon (2006)
- Air Chingo: The Mixtape (2006)
- Undaground's Most Wanted (2006)
- Duro en La Pintura (2006)
- They All Want Him But Who Can Afford Him (2006)
- Southern Flows, Vol. 1 (2006)
- They Can't Deport Us All (2007)
- Obscene: Houston We Have A Problem, Vol. 4 (2007)
- Super Throwed (2008)
- Me Vale Madre (2009)
- Work in the Trunk (2009)
- World Star Wetbacks (2009)
- El Chavo del Ache: The Kid from Da H (2010)
- Chicken Flippa (2010)
- Masahouse (2012)